# Peter Weir
Peter Lindsay Weir, född 21 augusti 1944 i Sydney, är en australisk filmregissör och manusförfattare. Han har varit oscarnominerad i kategorin Bästa regi för filmerna Vittne till mord, Truman Show och Master and Commander - Bortom världens ände. Weir har nominerats till sex Oscar.

## Filmografi i urval
- 1971 – 3 to Go
- 1974 – The Cars That Ate Paris
- 1975 – Utflykt i det okända
- 1977 – Den sista vågen
- 1979 – Rörmokaren
- 1981 – Gallipoli
- 1982 – Brännpunkt Djakarta (även manus)
- 1985 – Vittne till mord
- 1986 -  Moskitkusten
- 1989 – Döda poeters sällskap
- 1990 – Gifta på låtsas (även manus)
- 1993 – Utan fruktan
- 1998 – Truman Show
- 2003 – Master and Commander - Bortom världens ände (även manus)
- 2010 – The Way Back (även manus)